# Бузулук (приток Самары)
Бузулу́к — река в России, протекает по западной части Оренбургской области. Левый приток реки Самары. Длина — 248 км, площадь бассейна — 4460 км². Среднегодовой расход воды — в устье — 7,7 м³/с.
Исток на северных склонах Общего Сырта. Протекает по распаханной степи. Русские и украинские сёла, также проживают казахи. При впадении в Самару расположен город Бузулук. В низовьях реки Бузулук находятся стоянки Лабазы I и Лабазы II, относящиеся к эпохе верхнего палеолита.
Притоки: Грязнушка (лв), Каранайка (пр), Хомутовка (пр), Мулюковская (пр), Тальянка (пр), Ташелка (лв), Ялга (пр), Безымянка (лв), Берёзовый (пр), Сухая Ветлянка (лв), Мокрая Ветлянка (лв), Грязнушка (лв), Грачевка (лв), Бобровка (лв), Паник (пр), Тарпановка (пр).
Населённые пункты на реке: Бузулук, Лабазы, Скворцовка, Петровка, Курманаевка, Кандауровка, Кутуши, Михайловка, Краснояровка, Андреевка.

## Этимология
Слово образовано от тюркского  *buzaw (башк. быҙау, тат. бозау, каз. бұзау, тур. buzağı ) — телёнок, *liq — аффикс принадлежности к чему либо
Согласного иной версии слово образовано от тюркского *buz (башк. боҙ, тат. боҙ, каз. мұз, тур. buz,  турк.  buz) - лёд.
У этого термина существуют и другие значения, см. Бузулук.